# Michel de Beaupuy

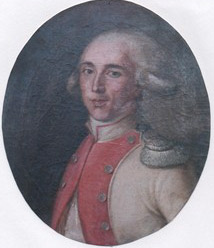
Michel Armand Bacharetie de Beaupuy, als Sous-lieutenant im Régiment de Bassigny (Anonyme Miniatur des 18. Jahrhunderts)

Michel-Armand Bacharetie de Beaupuy (* 14. Juli 1755 in Saint-Médard-de-Mussidan (Département Dordogne); † 19. Oktober 1796 im Höllental (Schwarzwald)) war ein französischer Général de division.

## Leben
Michel de Beaupuy war das Kind einer adeligen Familie des Périgord. Im Alter von 16 Jahren trat er 1771 als einfacher Soldat in das Régiment d’Aunis der königlichen Armee ein, am 2. März 1773 wurde zum Sous-lieutenant befördert. Nach der Abgabe von zwei Bataillonen zur Neuaufstellung des Régiment de Bassigny am 26. April 1775 wechselte de Beaupuy in diese Einheit. Am 27. Mai 1785 wurde de Beaupuy zum Lieutenant im Grenadierbataillon befördert.
Am 15. September 1791 erfolgte die Beförderung zum Capitaine im 32ee régiment d’infanterie. Er übernahm am 14. Juli 1792 das Kommando über das Grenadierbataillon seines Regiments. Am 21. Oktober 1792 wurde er zum Colonel-lieutenant befördert und kommandierte dann ein Freiwilligenbataillon aus der Dordogne, dabei konnte er sich mehrfach auszeichnen.
De Beaupuy nahm 1793 an der Belagerung von Mainz teil und wurde danach am 31. August 1793 zum Général de brigade befördert. In die Armée des côtes de Brest zur Bekämpfung der königstreuen Aufständischen in die Vendée abgestellt, kämpfte er dann im Feldzug des Virée de Galerne. Eine Verwundung erlitt er in der Schlacht bei La Tremblaye und nahm trotz seiner Verwundung an der Abwehr der Belagerung von Angers teil. Eine weitere Verwundung erlitt er am 26. Oktober 1793 in der Schlacht bei Entrammes. Während des Feldzuges in der Vendée kämpfte er außerdem:
- im Gefecht bei Le Pallet
- in der Zweiten Schlacht bei Cholet
- in der Schlacht bei Savenay

1794 wurde de Beaupuy zur Armée de Rhin-et-Moselle kommandiert, die in Deutschland operierte und zum Général de division befördert, diese Beförderung wurde durch den Wohlfahrtsausschuss am 15. Januar 1795 bestätigt. Am 14. November 1795 konnte er sich im Gefecht bei Frankenthal auszeichnen. Am 26. Juni 1796 wurde er durch sieben Säbelhiebe im Gefecht bei Kork verwundet. Danach kämpfte er vom 10. bis zum 12. August 1796 in der Schlacht bei Neresheim. Es folgte am 1. September die Teilnahme am Sieg im Gefecht bei Geisenfeld und an der Schlacht bei Biberach am 2. Oktober 1796.
Anschließend kommandierte er die Nachhut während des Rückzugs von Général Moreau durch den Schwarzwald. Er wurde in der Schlacht bei Emmendingen im Höllental am 19. Oktober 1796 durch eine Kanonenkugel tödlich verwundet und am 22. Oktober in Neuf-Brisach beigesetzt.

## Ehrungen
- Namentliche Erwähnung auf dem Arc de Triomphe
- Verewigung im großen Schlachtensaal  im Schloss Versailles
- Ein Denkmal in Volgelsheim (Haut-Rhin)

Auf dem Gebiet der Gemeinde Volgelsheim wurde 1801 begonnen ein Denkmal zu errichtet. Ende der 1850er Jahre war das Denkmal noch unvollendet, heruntergekommen und mit Vegetation bedeckt. Als das 63e régiment d’infanterie 1861 als Garnisonstruppe nach Neuf-Brisach kam, wurde das Denkmal auf Veranlassung des Regimentskommandanten Colonel Ferru, restauriert und fertig gestellt. Die Kosten wurden von den Angehörigen des Regiments sowie den Städten Neuf-Brisach und Mussidan aufgebracht. Auf dem fertigen Denkmal fand sich die Inschrift:
Von dem, während der Kampfhandlungen 1940 zerstörten Denkmal gibt es keine Abbildungen. Aufzeichnungen im Archiv der Gemeinde Vogelsheim beschreiben es als den Mausoleen von Rom und Athen nachempfunden. Das heute vorhandene Denkmal wurde 1979 errichtet.

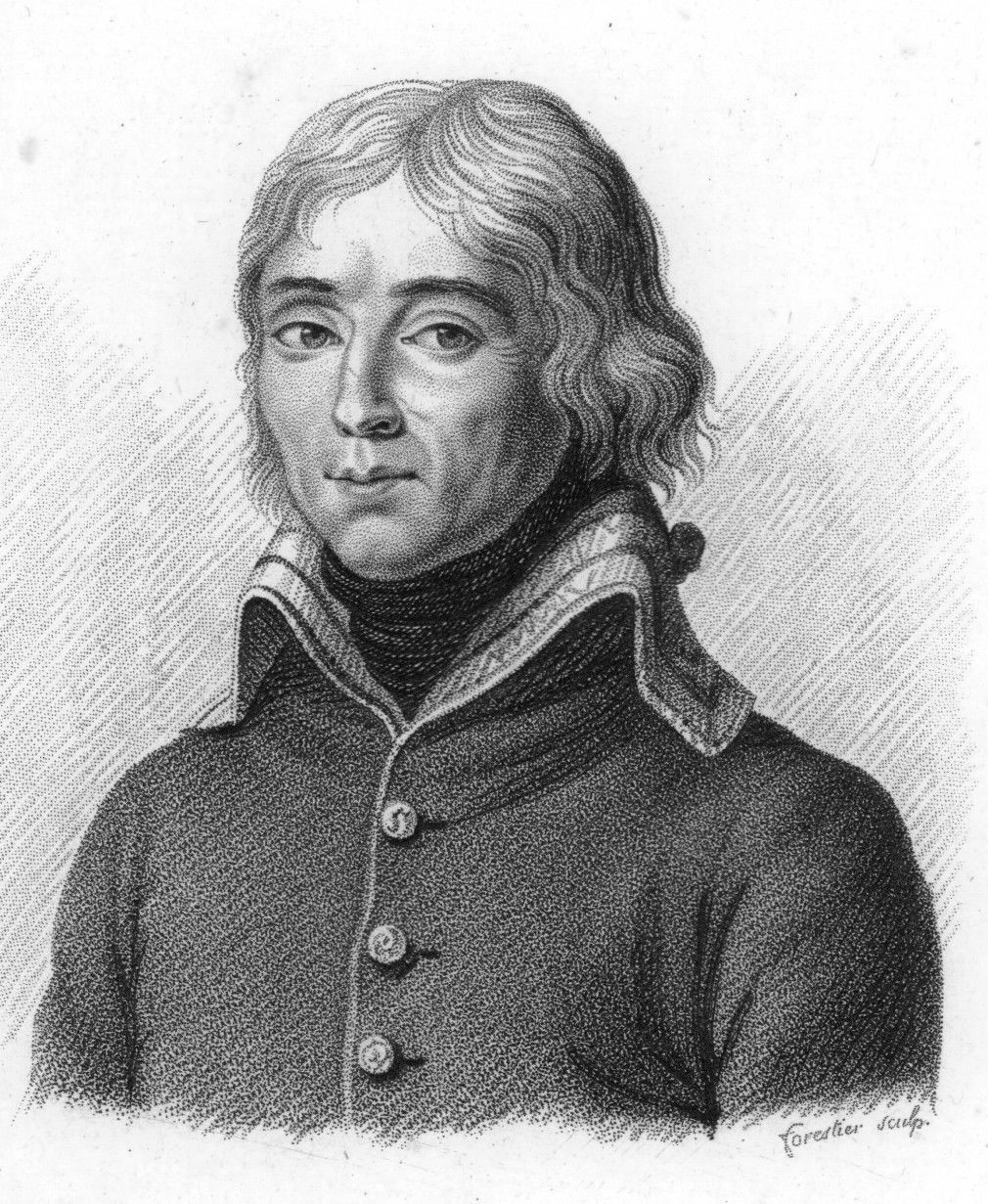
Général Beaupuy
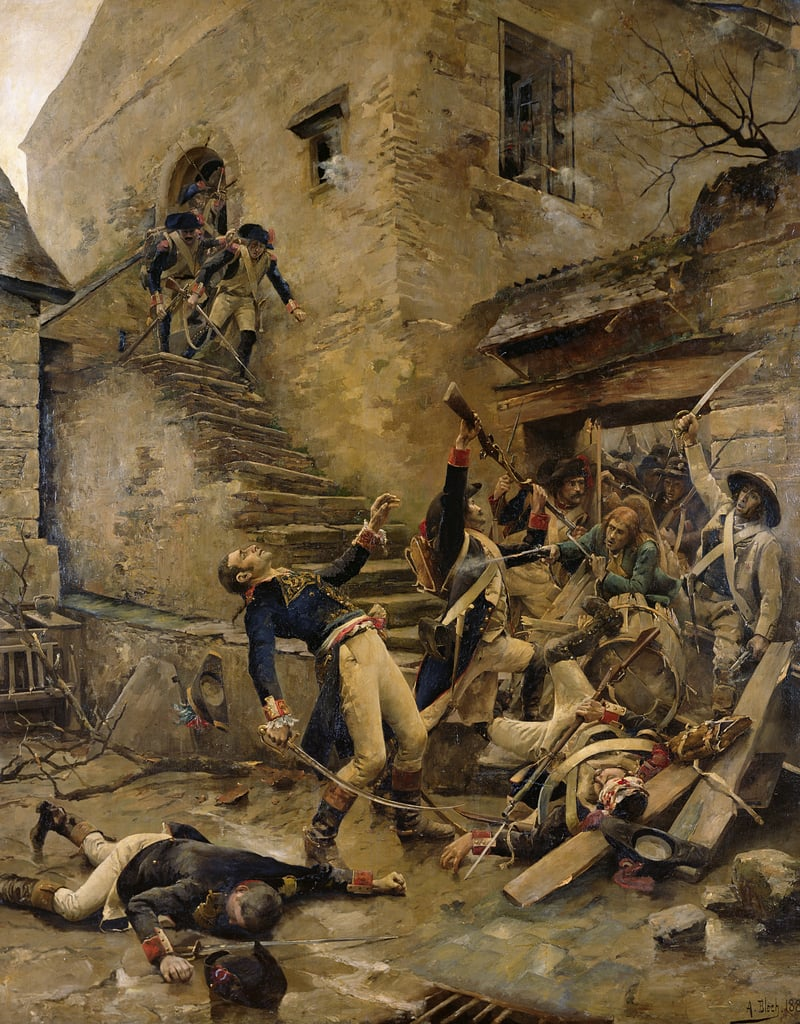
Dargestellte Verwundung von Beaupuy im Gefecht bei Entrammes
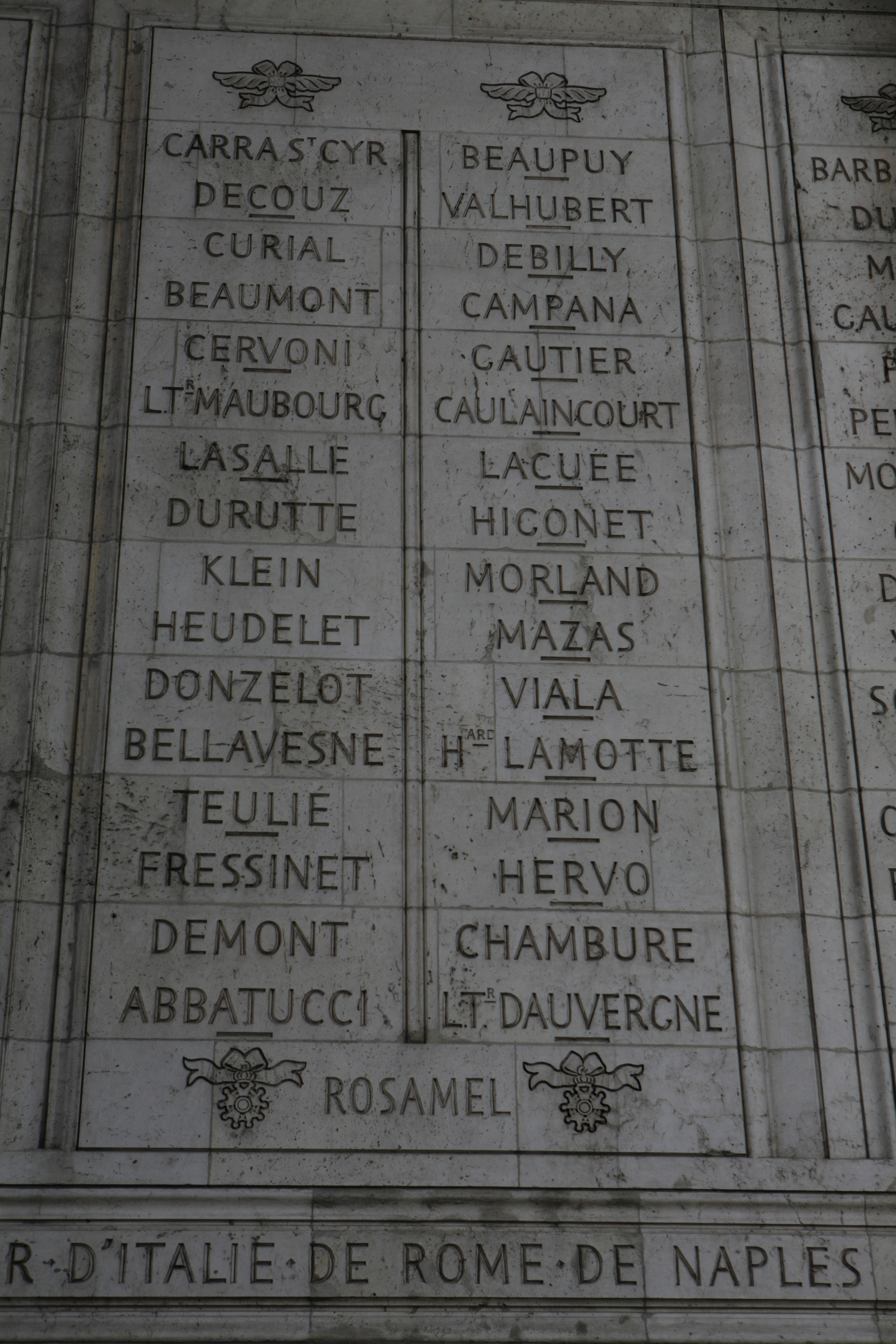
Eingravierter Name auf dem Arc de triomphe de l'Étoile : Ostpfeiler, 18. Kolonne

Am 19. April 1897 wurde in Mussidan ein Denkmal mit einer Bronzestatue des Generals auf einem Sockel errichtet. Die Statue wurde von dem Bildhauer Adlophe Rivet (1855–1925) geschaffen.